# Подколзин, Василий Александрович
Василий Александрович Подколзин (род. 24 июня 2001, Москва) — российский хоккеист, нападающий команды НХЛ «Эдмонтон Ойлерз». Финалист Кубка Стэнли (2025).

## Биография
Воспитанник клубов «Белые медведи» Москва и «Витязь» Подольск, школы «Марьино». Учился на Факультете зимних олимпийских видов спорта Университета имени Лесгафта.
Чемпион зимнего Европейского юношеского Олимпийского фестиваля 2017 года.
12 ноября 2018 года дебютировал в КХЛ за СКА, стал первым игроком, родившимся в XXI веке, который сыграл в КХЛ. Подколзин считался одним из лучших проспектов на драфте НХЛ 2019 года и был выбран под десятым номером клубом «Ванкувер Кэнакс».

### НХЛ
31 мая 2021 года заключил трехлетний контракт новичка с «Кэнакс». Первый сезон прошёл удачно — 26 очков (14+12) в 79 матчах.
В сезоне 2022/23 сыграл за «Кэнакс» только 39 матчей и набрал 7 очков (4+3). В АХЛ за «Абботсфорд Кэнакс» сыграл 28 матчей и набрал 18 очков (7+11). В сезоне 2023/24 ещё реже вызывался в главную команду — 19 матчей и 2 очка (0+2). За «Абботсфорд Кэнакс» из АХЛ сыграл за сезон 44 матча и набрал 28 очков (15+13). При этом Подколзин добился довольно редкого достижения — в одном сезоне сыграл в плей-офф и НХЛ (2 матча), и АХЛ (3 матча).
19 августа 2024 года «Кэнакс» обменяли Подколзина в «Эдмонтон Ойлерз» на выбор в 4-м раунде драфта НХЛ 2025 года, который ранее был приобрётен у «Оттавы Сенаторз». Таким образом, Василий стал последним из трёх российских нападающих, игравших за «Касаток» в 2022 и в 2023 году: ранее из «Ванкувера» были обменены Андрей Кузьменко и Илья Михеев в «Калгари Флэймз» и «Чикаго Блэкхокс» соответственно.
Дебютировал в составе «Ойлерз» 9 октября 2024 года. 25 октября, в восьмой игре сезона, набрал первое очко, сделав передачу в матче против «Питтсбурга» (4:0). Первую шайбу забросил только в 22-м матче за «Эдмонтон», 23 ноября поразив ворота «Рейнджерс» (6:2). С учётом игр за «Кэнакс» его безголевая серия составила 43 матча. В следующих двух матчах забросил по шайбе в ворота «Юты» и «Колорадо».